# Eric Carr
Eric Carr, egentligen Paul Charles Caravello, född 12 juli 1950 i Brooklyn i New York, död 24 november 1991 i New York, var en amerikansk trummis, främst känd som medlem i hårdrocksbandet KISS från 1980 fram till sin död.

## Biografi
Carr ersatte i juni 1980 den ursprunglige trummisen i Kiss, Peter Criss, då denne i maj samma år officiellt hade avskedats från bandet. Han valde pseudonymen Eric Carr, då den liksom övriga gruppmedlemmars namn var trestavig. Han spelade sin första konsert med Kiss i New York den 25 juli 1980; konserten inledde Unmasked Tour. Under perioden 1980–1983, före Kiss avsminkning, uppträdde Carr sminkad som "The Fox".
Eric Carrs trumteknik skilde sig från föregångaren Peter Criss. Han tillförde ett mera enkelt men kraftfullt sound. Carr var en av de första trummisarna som använde både vanliga och elektroniska trummor; de sistnämnda framförallt under sina trumsolon. Carr var även en god sångare och framförde bland annat "Beth" (precis som föregångaren Criss gjort i originalet) på albumet Smashes, Thrashes & Hits från 1988. Under konserterna sjöng han oftast låtarna "Black Diamond" och "Young and Wasted".
Carrs sista konsert med Kiss ägde rum på Madison Square Garden den 9 november 1990.

Carrs sminkning, kallad "The Fox".

Den sista låten Eric Carr medverkade på blev "God Gave Rock 'N' Roll to You II" år 1991, men då han var alltför sjuk för att spela trummor sjöng han endast. Han kan där höras under a cappella-delen av låten tillsammans med Paul Stanley. Trots sjukdomen hade han höga krav på sin prestation och var inte nöjd förrän ett 40-tal omtagningar gjorts av låten som också spelades in till en video. Två dagar senare drabbades Carr av akut hjärnblödning och blev därefter liggande på sjukhus tills han avled i slutet på november 1991.

### Sjukdom och död
Efter turnén för albumet Hot in the Shade, som avslutades den 9 november 1990, visade det sig att Carr hade drabbats av hjärtcancer. En operation genomfördes för att ta bort tumörer i hans högra förmak och lungorna. Kort efter att Carr fått sin diagnos valde Paul Stanley och Gene Simmons att ersätta honom i studion med Eric Singer. Carr återhämtade sig tillräckligt för att flyga med bandet till Los Angeles, men beordrades snart hem igen för att kurera sig. Efter detta kommunicerade han för en tid inte med Stanley och Simmons. Efter behandling började Carrs hälsa så småningom förbättras. Det dröjde dock inte länge innan han drabbades av ett artärbråck och åter fördes till sjukhus. Några dagar därefter fick han en hjärnblödning och en kort tid senare avled han på sjukhus den 24 november 1991, 41 år gammal. Han begravdes i Newburgh i New York.
För att hedra sin trummis valde bandkamraterna att ta med låten "Carr Jam" på plattan Revenge, innehållande ett trumsolo Carr gjort under arbetet med Music from "The Elder". Några år efter Carrs bortgång sammanställdes albumet Rockology som innehåller låtar skrivna och inspelade av Carr under hans tid i Kiss. År 2011 utgavs ett andra album av Carr – Unfinished Business.

## Diskografi i urval
- 1981: Music from "The Elder"
- 1982: Killers
- 1982: Creatures of the Night
- 1983: Lick It Up
- 1984: Animalize
- 1985: Asylum
- 1987: Crazy Nights
- 1988: Chikara (endast utgivet i Japan)
- 1988: Smashes, Thrashes & Hits – sång på "Beth"
- 1989: Hot in the Shade
- 1992: Revenge – bakgrundssång på "God Gave Rock 'N' Roll to You II", trummor på "Carr Jam 1981"
- 1996: You Wanted the Best, You Got the Best!! – trummor på "New York Groove"
- 2001: The Box Set
- 2002: The Very Best of Kiss
- 2004: The Best of Kiss, Volume 2: The Millennium Collection
- 2005: Gold

### Videoalbum
- 1985: Animalize Live Uncensored
- 1987: Exposed
- 1988: KISS Crazy Nights
- 1994: Kiss My Ass: The Video
- 2007: Kissology Volume Two: 1978–1991

### Soloalbum
- 1999: Rockology
- 2011: Unfinished Business